# Марашанец
«Марашанец» (тур. Maraşlı) — турецький телесеріал 2021 року у жанрі бойовика, драми, та створений компанією Tims&B Productions. В головних ролях — Бурак Деніз, Аліна Боз.
Перша серія вийшла в ефір 11 січня 2021 року.
Серіал має 1 сезон. Завершився 26-м епізодом, який вийшов у ефір 13 липня 2021 року.
Режисер серіалу — Арда Саригюн.
Сценарист серіалу — Етхем Озишик, Ерджан Угур, Хакан Бономо, Пелін Гюлькан.

## Сюжет
Марашанец — солдат у відставці, який пішов зі спецназу, який став власником книгарні. Життя Марашанця кардинально змінюється після розстрілу його дочки. Якось красуня Махур Тюрель заходить до книгарні Марашанця і того ж дня мимоволі потрапляє у пригоду. Марашанец рятує життя Махур, і з цього дня їхня доля пов'язана.

## Актори та персонажі
| Актор             | Роль                                  |
| ----------------- | ------------------------------------- |
| Бурак Деніз       | Джелал Кюн / Мехмет Індже (Mарашанец) |
| Аліна Боз         | Махур Тюрель                          |
| Серхат Кіліч      | Неджаті Тюрель                        |
| Сайгин Сойсал     | Саваш Йилдирим                        |
| Сінем Акіол       | Хілал                                 |
| Гізем Кала        | Еджем                                 |
| Дженгіз Сезгін    | Садик Акчай                           |
| Несрін Їлмаз      | Нуран Акчай                           |
| Тюркю Су Демірель | Бехіє Акчай                           |
| Бедріє Роза Челік | Зеліха Індже (Зеліш)                  |
| Ях'я Челебі       | Суат                                  |
| Гюнеш Хаят        | Хамієт Тюрель                         |
| Бурджу Каракая    | Діляра Карагоз                        |
| Серхат Паріл      | прокурор Толга Демірчі                |
| Хакан Бояв        | Явуз Індже                            |
| Джанер Аджакан    | Кадір                                 |
| Фаят Будак        | Тефечі Ісмет                          |
| Енгін Юксель      | Фуат Карагоз                          |
| Несліхан Аджар    | Седеф Турел                           |
| Рожда Демірер     | Фірузан Тюрел                         |

## Сезони
| Сезон | Епізоди | Епізоди | Оригінальний показ | Оригінальний показ | Оригінальний показ |
| Сезон | Епізоди | Епізоди | Перший показ       | Останній показ     | Мережа             |
| ----- | ------- | ------- | ------------------ | ------------------ | ------------------ |
| 1     | 26      | 26      | 11 січня 2021      | 13 липня 2021      | Kanal atv          |

## Рейтинги серій

### Сезон 1 (2021)
| Серія      | Рейтинг (TOTAL) |
| ---------- | --------------- |
| 1          | 5.79            |
| 2          | 6.99            |
| 3          | 7.16            |
| 4          | 7.30            |
| 5          | 7.00            |
| 6          | 7.75            |
| 7          | 7.02            |
| 8          | 6.88            |
| 9          | 6.49            |
| 10         | 6.28            |
| 11         | 7.48            |
| 12         | 5.64            |
| 13         | 4.93            |
| 14         | 6.36            |
| 15         | 5.59            |
| 16         | 4.81            |
| 17         | 4.75            |
| 18         | 5.56            |
| 19         | 4.52            |
| 20         | 4.21            |
| 21         | 4.30            |
| 22         | 5.23            |
| 23         | 5.05            |
| 24         | 4.08            |
| 25         | 2.86            |
| 26 (фінал) | 2.67            |